# Pakistán en los Juegos Olímpicos de Atenas 2004
Pakistán estuvo representado en los Juegos Olímpicos de Atenas 2004 por un total de 26 deportistas, 24 hombres y 2 mujeres, que compitieron en 5 deportes.
El portador de la bandera en la ceremonia de apertura fue el jugador de hockey sobre hierba Muhammad Nadeem. El equipo olímpico pakistaní no obtuvo ninguna medalla en estos Juegos.